# 湯沢市立湯沢東小学校
湯沢市立湯沢東小学校（ゆざわしりつ ゆざわひがししょうがっこう）は、秋田県湯沢市杉沢新所にある公立小学校。湯沢市立湯沢北中学校との一体校舎を使用している。

## 概要
旧・湯沢東小学校、湯沢北小学校、岩崎小学校の3小学校を統合して2011年に設立された。統合時には湯沢市立湯沢北中学校との一体型校舎を建設し、小・中連携の教育を開始した。

## 沿革
以下、注釈の無い項目は学校の公式サイトの情報によるもの。
- 2011年
  - 4月1日 - 開校。
  - 4月5日 - 開校式、始業式挙行。

## 周辺
東側に国道13号が、西側に東北中央自動車道が通っている。